# Jelendol (gmina Škocjan)
Jelendol – wieś w Słowenii, w gminie Škocjan. W 2018 roku liczyła 47 mieszkańców.